# Roger Sommer

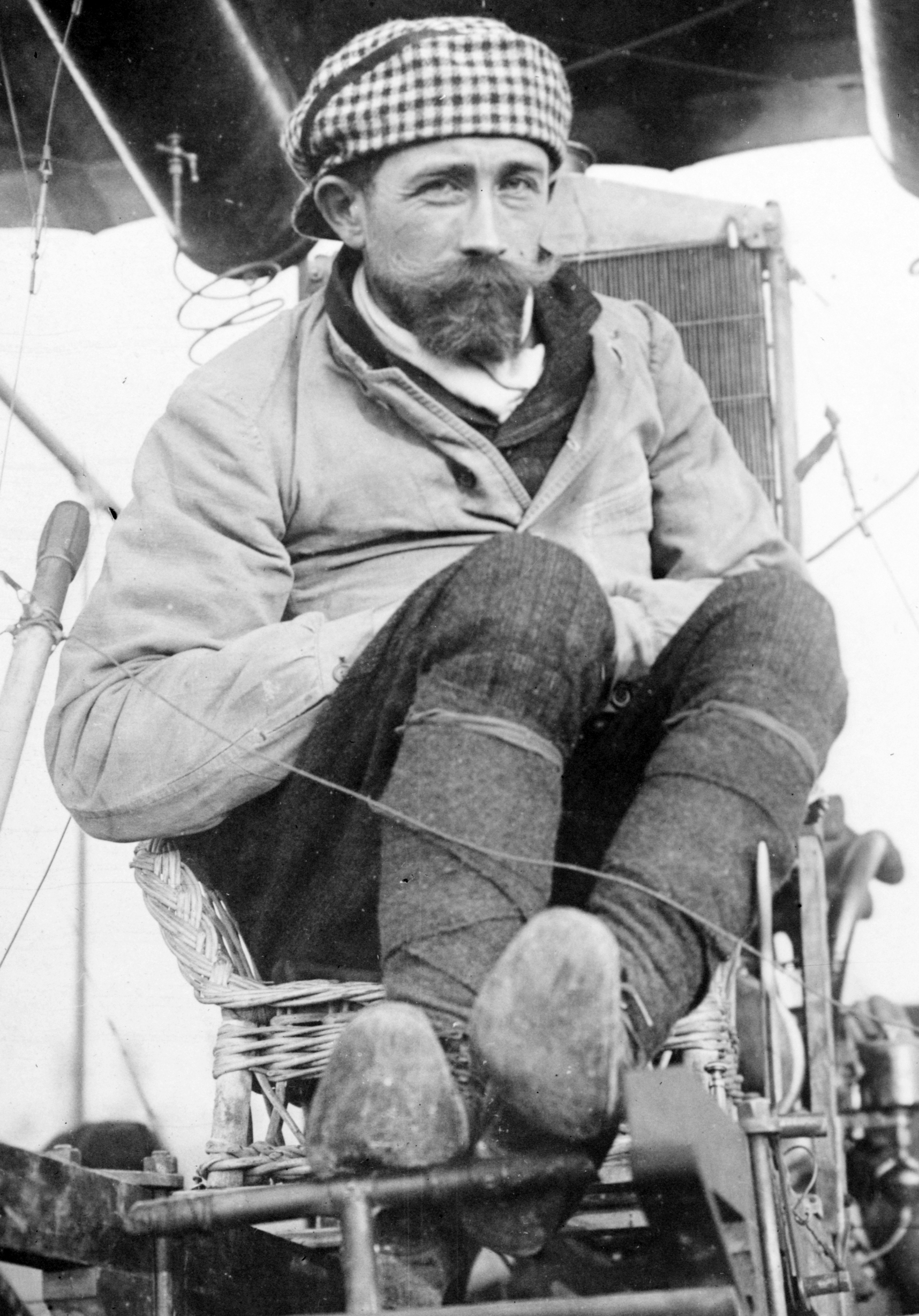
Roger Sommer

Roger Sommer (Pierrepont, 4 augustus 1877 - Sainte-Maxime, 14 april 1965) was een Franse piloot en vliegtuigbouwer. Op 18-jarige leeftijd was hij een succesvolle wielrenner, als Oost-Franse kampioen op de 100km. Hij was al vroeg geïnteresseerd in mechanica, en legde met succes een opleiding tot ingenieur af. Hij bouwde twee eigen auto’s en hij was in het bezit van een voor die tijd uitzonderlijk krachtige wagen.

## Vliegtuigbouwer

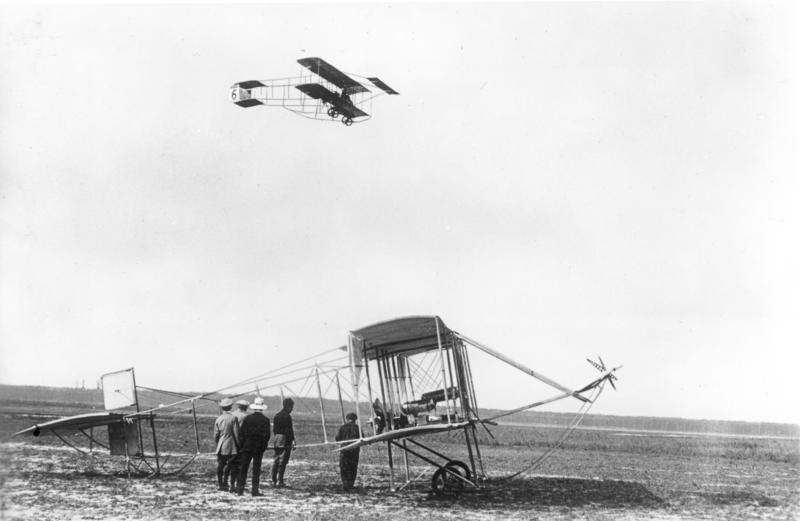
Sommer 1910 tweedekker, geïnspireerd op de Farman III

In 1908 bouwde Sommer zijn eerste vliegtuig, geïnspireerd door de gebroeders Wright. Gelijk aan hun ontwerp bouwde Sommer een tweedekker die aangeduwd moest worden. Dit was een weinig succesvol toestel, waardoor hij genoodzaakt was een vliegtuig te kopen, waarmee hij enkele records brak. Zo bleef hij bijna 2,5 uur in de lucht in dit vliegtuig.
In 1910 bouwde Sommer een tweede vliegtuig. Dit was in feite een gemodificeerde versie van het toestel waarin hij tussen 1908 en 1910 vloog, waarna hij dit ontwerp uitbouwde tot een eigen vliegtuig. Deze vliegtuigen, sterk geïnspireerd op de Farman III, waren zeer succesvol. Binnen enkele maanden, in de lente van 1910, had Sommer al 58 orders, onder anderen van Clément van Maasdijk, de eerste Nederlander die omkwam in een vliegtuigcrash (in een tweedekker van Sommer). In de jaren hierna bleef Sommer vliegtuigen produceren, waaronder een toestel dat plaats gaf aan 12 mensen.

## Eerste Wereldoorlog
In 1911 was hij met dit vliegtuig de eerste die met 12 mensen vloog.  In 1913, na meer dan 180 vliegtuigen te hebben geproduceerd en 36 piloten te hebben opgeleid sloot Sommer zijn bedrijf. De reden hiervoor was dalende inkomsten, aangezien Sommer een groot legercontract had verloren aan een concurrent. Een andere reden was dat Sommer ooggetuige was geweest van de dood van twee van zijn leerlingen.
In 1916 opende Sommer zijn bedrijf opnieuw, om vliegtuigen te produceren voor het Franse leger, maar stopte hier na de oorlog weer mee.  Sommer ging zich richten op zijn familiebedrijf dat zich toelegde op het produceren van goederen voor de industrie. Dit bedrijf Sommer-Alibert SA bestaat nog steeds, en vervaardigt tegenwoordig onderdelen voor auto’s zoals dashboards en textiel voor het interieur. 

## Varia
- Sommer was in zijn jeugd goed bevriend met Roland Garros, met wie hij op de vliegschool had gezeten. Garros was een Franse gevechtspiloot naar wie in 1920 een tennisstadion in Parijs is vernoemd. In dit stadion wordt de French Open gehouden, een van de vier Grand Slam tennistoernooien.
- De zoon van Sommer, Raymond Sommer, was een bekende Grand Prix-coureur, die onder meer de 24 uur van Le Mans gewonnen heeft. Roger Sommer overleefde zijn zoon, die in 1950 bij een crash in de Franse Grand Prix om het leven kwam.